# Stazione di Iwafune

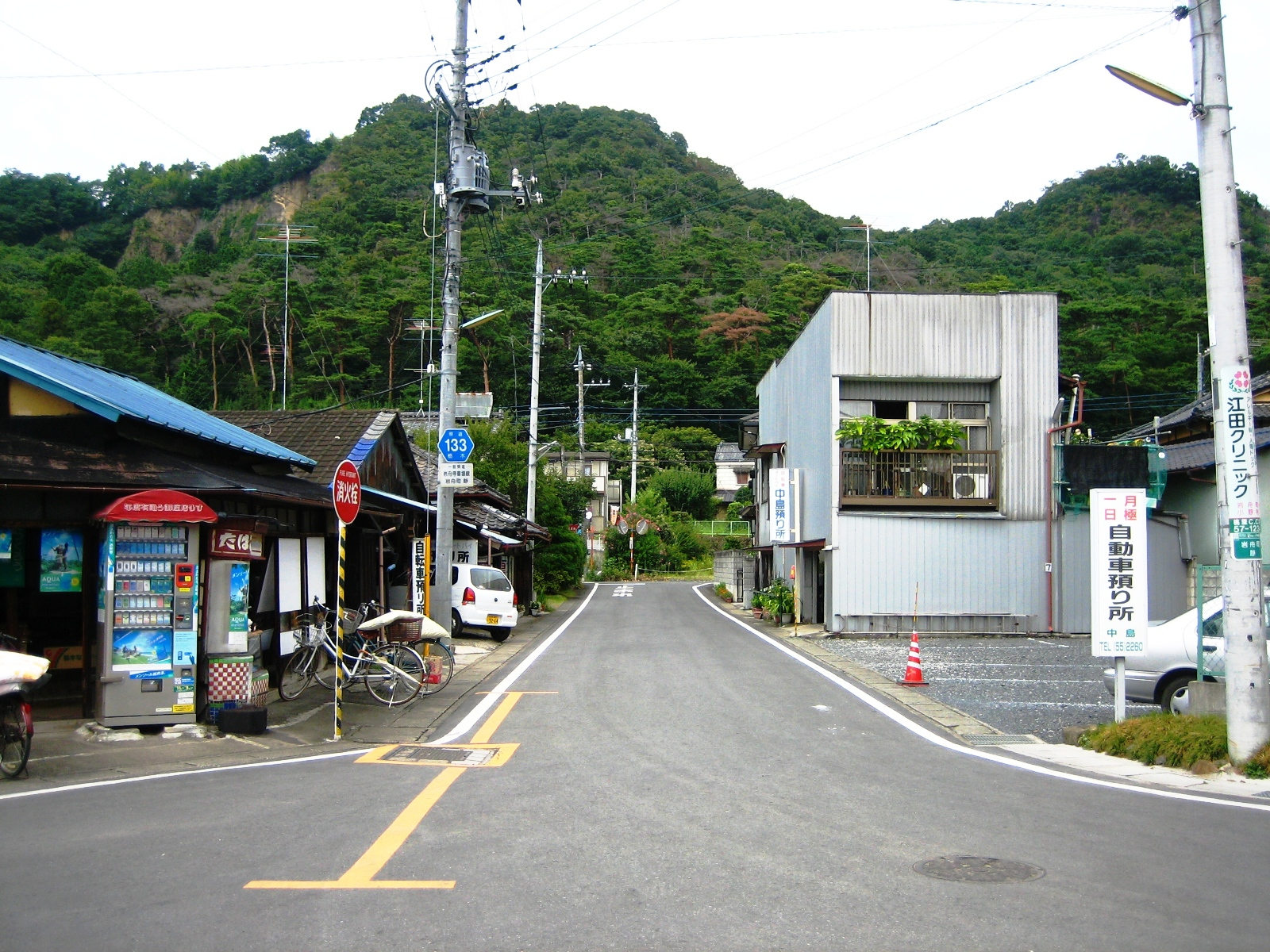
L'"Ekimae" (fronte stazione) di Iwafune, comparso nel poster del film 5 cm al secondo.

La stazione di Iwafune (岩船駅?, Iwafune-eki) è una stazione ferroviaria della cittadina di Iwafune, nella prefettura di Tochigi in Giappone, gestita dalla JR East. La stazione di Iwafune è comparsa come location nel film d'animazione "5 cm al secondo".

## Linee
JR East
■ Linea Ryōmō

## Struttura
La stazione è realizzata in superficie, con un marciapiede laterale e uno a isola con tre binari passanti, collegati da un sovrappassaggio.
| Binario | Linea         | Destinazioni principali              |
| ------- | ------------- | ------------------------------------ |
| 1       | ■ Linea Ryōmō | Tochigi e Oyama                      |
| 2-3     | ■ Linea Ryōmō | Ashikaga, Kiryū, Maebashi e Takasaki |

## Stazioni adiacenti
| «           | Servizio    | »           |
| Linea Ryōmō | Linea Ryōmō | Linea Ryōmō |
| ----------- | ----------- | ----------- |
| Sano        | -           | Ōhirashita  |